# Cheiracanthium impressum
Cheiracanthium impressum es una especie de araña del género Cheiracanthium, familia Cheiracanthiidae, suborden Araneomorphae. Fue descrita científicamente por Thorell en 1881.

## Distribución
Se distribuye por Australia (Queensland).